# 교육 연구
교육 연구(敎育硏究)는 교육 분야와 관련된 증거와 데이터를 체계적으로 수집하고 분석하는 것을 의미한다. 연구에는 다양한 방법과 학생 학습, 상호 작용, 교수법, 교사 연수, 교실 역학 등 교육의 다양한 측면이 포함될 수 있다.
교육 연구자들은 연구가 엄격하고 체계적이어야 한다는 점에 일반적으로 동의한다. 그러나 구체적인 표준, 기준 및 연구 절차에 대해서는 일치하지 않는 부분이 많다. 결과적으로 교육 연구의 가치와 질에 대한 의문이 제기되어 왔다. 교육 연구자들은 심리학, 경제학, 사회학, 인류학, 철학을 포함한 다양한 학문 분야를 활용할 수 있다. 방법은 다양한 분야에서 가져올 수 있다. 개별 연구에서 도출된 결론은 연구에 참여한 참가자의 특성과 연구가 수행된 조건에 의해 제한될 수 있다.

## 일반적인 특성
게리 앤더슨은 교육 연구의 열 가지 측면을 제시했다.
- 원인과 결과를 발견하려고 시도한다.
- 연구는 1차 또는 직접적인 출처에서 새로운 데이터를 수집하거나 기존 데이터를 새로운 목적에 사용한다.
- 연구는 관찰 가능한 경험 또는 실증적 증거에 기반한다.
- 연구는 정확한 관찰과 설명을 요구한다.
- 연구는 일반적으로 신중하게 설계된 절차와 엄격한 분석을 사용한다.
- 연구는 이해, 예측 및 통제에 도움이 될 일반화, 원리 또는 이론의 개발을 강조한다.
- 연구는 전문성을 요구한다 - 분야에 대한 익숙함; 방법론적 역량; 데이터 수집 및 분석에 대한 기술적 기술.
- 연구는 문제에 대한 객관적이고 편향되지 않은 해결책을 찾으려고 노력하며 사용된 절차를 검증하기 위해 많은 노력을 기울인다.
- 연구는 의도적이고 서두르지 않는 활동으로 방향성을 가지지만 종종 문제나 질문을 다듬는다.

## 접근 방식
교육 연구에는 다양한 접근 방식이 있다. 하나는 기본적 접근 방식이며, 학술 연구 접근 방식이라고도 한다. 다른 접근 방식은 응용 연구 또는 계약 연구 접근 방식이다. 이러한 접근 방식은 각각의 연구의 성격에 영향을 미치는 다른 목적을 가진다.

### 기본 접근 방식
기본 또는 학술 연구는 진리 탐구 또는 교육 이론 개발에 중점을 둔다. 이러한 배경을 가진 연구자들은 "이론을 시험, 개선, 수정 또는 개발할 수 있는 연구를 설계"한다. 일반적으로 이러한 연구자들은 학술 기관에 소속되어 있으며 대학원 또는 박사 과정 연구의 일부로 이 연구를 수행한다.

### 응용 접근 방식
실제에 직접 적용할 수 있는 정보를 추구하는 것은 응용 또는 계약 연구로 잘 알려져 있다. 이 분야의 연구자들은 기존 교육 문제에 대한 해결책을 찾으려고 노력한다. 이 접근 방식은 실제에 직접적으로 영향을 미칠 정보를 찾기 위해 노력하기 때문에 훨씬 더 실용적이고 실용주의적이다. 응용 연구의 목표는 "특정 환경 내에서 가설을 시험하여 교육 이론과 원리의 적용 가능성을 결정하는 것"이다. 계약 연구는 스폰서가 의뢰한다.

### 기본 연구와 응용 연구의 비교
다음은 게리 앤더슨이 기본 (학술) 연구와 응용 (계약) 연구를 비교하기 위해 작성한 몇 가지 정의적 특성이다.
|    | 기본 연구                                                                                        | 응용 연구                                                                               |
| -- | ------------------------------------------------------------------------------------------------ | --------------------------------------------------------------------------------------- |
| 1  | 지식의 일반적인 발전에 전념하는 기관이 후원한다.                                                 | 응용에 관심을 가진 기관이 후원한다.                                                     |
| 2  | 결과는 사회와 연구 공동체의 자산이다.                                                            | 결과는 스폰서의 자산이 된다.                                                            |
| 3  | 연구는 연구자의 확립된 명성에 의존하며 전적으로 그들의 통제 하에 있다.                           | 연구는 스폰서의 요구를 충족하기 위해 스폰서가 개발한 명시적인 규정을 따른다.            |
| 4  | 예산 배분은 일반적으로 전체 제안에 기반하며 회계는 연구자에게 맡겨진다.                          | 예산 책임은 스폰서와 직접적으로 관련되며 합의된 규정, 시간 프레임 및 방법론과 관련된다. |
| 5  | 연구 수행은 자금 제공자와 연구자 간의 '선의'에 기반한다.                                         | 작업은 스폰서와 연구자 간의 계약이다.                                                   |
| 6  | 연구는 발견과 결론을 도출하지만, 추가 연구 필요성과 관련된 것을 제외하고는 거의 권고하지 않는다. | 연구는 적용 가능한 행동 권고를 포함할 수 있다.                                          |
| 7  | 학술 연구는 식별 가능한 학술 분야를 확장하는 경향이 있다.                                        | 계약 연구는 학제간 연구가 될 수 있다.                                                   |
| 8  | 학술 연구는 일반적으로 단일 시험 가능한 가설 세트에 초점을 맞춘다.                               | 계약 연구는 대체 정책 옵션의 결과를 자주 분석한다.                                      |
| 9  | 결정 규칙은 이론 기반의 통계적 유의성 테스트와 관련된다.                                         | 결정 규칙은 스폰서와 연구자 간의 사전 결정된 관례와 합의와 관련된다.                    |
| 10 | 연구 보고서는 동일 분야의 다른 전문 연구자를 대상으로 한다.                                      | 연구 보고서는 일반인이 읽고 이해할 수 있도록 의도될 수 있다.                            |

## 방법론
교육 연구의 기초는 과학적 방법이다. 과학적 방법은 지향적인 질문과 변수 조작을 사용하여 교수 및 학습 과정에 대한 정보를 체계적으로 찾는다. 이 시나리오에서 질문은 이러한 질문에 답하기 위해 특별히 수집된 데이터 분석을 통해 답변된다. 가설이 작성되고 이후 데이터에 의해 입증 또는 반증되어 새로운 가설이 생성된다. 이 방법에서 사용되는 두 가지 주요 데이터 유형은 질적 및 양적 데이터이다.

### 질적 연구
질적 연구는 본질적으로 기술적인 데이터를 사용한다. 교육 연구자가 질적 데이터를 수집하는 데 사용하는 도구는 다음과 같다: 관찰, 인터뷰 수행, 문서 분석 수행, 저널, 일기, 이미지 또는 블로그와 같은 참가자 결과물 분석.
질적 연구 유형은 다음과 같다:
- 사례 연구[1][2]
- 민족지[1][2]
- 현상학적 연구[1][2]
- 내러티브 연구[1]
- 역사 연구[2]

### 양적 연구
양적 연구는 수치 데이터를 사용하며, 숫자가 단일 현실을 설명할 것이라는 가정에 기반한다. 통계는 변수 간의 관계를 찾기 위해 자주 적용된다.
양적 연구 유형은 다음과 같다:
- 기술 조사 연구[1]
- 실험 연구[1]
- 단일 대상 연구[1]
- 인과 비교 연구[1]
- 상관 연구[1][2]
- 메타분석[1]

### 혼합 방법 (실용주의적)
이러한 과학적 방법의 파생물이 본질적으로 너무 환원주의적이라는 새로운 사고 방식도 존재한다. 교육 연구에는 심리학, 사회학, 인류학, 과학, 철학과 같은 다른 분야가 포함되고 다양한 맥락에서 이루어진 작업을 참조하기 때문에 연구자들은 "다양한 연구 접근 방식과 이론적 구성"을 사용해야 한다고 제안된다. 이는 정성적 및 정량적 방법의 조합과 위에서 언급한 분야의 일반적인 방법론을 사용하는 것을 의미할 수 있다. 사회 연구에서 이러한 현상을 삼각화라고 한다. 이 아이디어는 배로(Barrow)가 그의 저서 "교육 철학 입문(An introduction to philosophy of education)"에서 잘 요약했다.
교육 문제는 다양한 종류와 논리적 유형으로 이루어져 있기 때문에 상황에 따라 완전히 다른 유형의 연구가 활용될 것으로 예상된다. 따라서 문제는 (더욱 '객관적'이라는 근거로) 정량적 측정으로 교육에 대한 연구를 수행해야 하는지, 아니면 (더욱 '통찰력' 있다는 근거로) 정성적 측정으로 수행해야 하는지가 아니라, 이러한 특정 측면의 교육을 조사하기 위해 어떤 종류의 연구가 합리적으로 활용될 수 있는지이다.

혼합 방법 유형은 다음과 같다:
- 액션 리서치[9][10][11][1]
- 프로그램 평가[1][2]

혼합 방법 분석에서는 다음과 같은 방법을 사용할 수 있다.
- 설명적 혼합 방법: 정량적 데이터로 시작하여 정성적 데이터 및 결과로 이어진다.
- 탐색적 혼합 방법: 정성적 데이터로 시작하여 정량적 데이터 및 결과로 이어진다.
- 삼각 검증 혼합 방법: 모든 데이터와 결과를 동시에 분석한다.[12]

## 분야 기반
분야 기반 교육 연구(DBER)는 "일반적으로 STEM 분야에서 학문의 우선순위, 세계관, 지식 및 관행을 반영하는 관점에서 학문의 학습과 교수를 조사하는" 학제간 학술 연구 사업이다.
예는 다음과 같다:
- 천문학 교육 연구(AER)
- 생물교육 연구 (BER)
- 화학 교육 연구 (CER)
- 컴퓨터 과학 교육 연구 (CSER), 또한 컴퓨팅 교육 연구
- 공학 교육 연구 (EER)
- 지질 과학 교육 연구 (GER)
- 수학 교육 연구 (MER)
- 물리학 교육 연구 (PER)

교육 연구는 또한 학교, 교사, 학생 등 주체 또는 초점 대상에 따라, 학생-교사, 교사-교장, 학교-가정 등 행위자 간의 관계에 따라, 동기, 핵심 과목 학습, 21세기 기술 학습, 태도 등 교육적 결과에 따라 분류될 수 있다.

## 결과
과학 및 의학 분야에서 실험 결과의 재현 가능성에 대한 관심 증가에 대응하여, 2014년에는 Educational Researcher가 영향력 지수가 가장 높은 100개 교육 학술지의 전체 출판 기록을 검토한 결과, 출판된 164,589개의 논문 중 이전 연구를 재현하려고 시도한 논문은 221개 (또는 0.13%)에 불과했다. 재현 연구 중 28.5%만이 개념적 재현(즉, 동일한 가설을 테스트하기 위해 다른 실험 방법을 사용)이 아닌 직접 재현이었다. 재현 연구의 48.2%는 원본 연구를 수행한 동일한 연구팀에 의해 수행되었으며, 동일한 연구팀이 동일한 학술지에 재현 연구를 출판했을 때 88.7%의 재현이 성공한 반면, 다른 학술지에 출판했을 때 70.6%만이 성공했다. 다른 연구자들이 결과를 재현하려고 시도했을 때, 재현의 54%만이 성공했다.
2021년 12월월 기준, 300개 이상의 다른 심리학 및 의학 학술지 중 영국 발달 심리학 저널, 영국 교육 심리학 저널, 캐나다 학교 심리학 저널, 특수 아동 저널, 교육의 최전선, 영재 아동 분기별 저널, 영재 교육 저널, 고급 학술 저널, 인지 및 발달 저널, 교육 심리학 저널, 실험 심리학 저널: 학습, 기억 및 인지, JMIR 의학 교육, 수치 인지 저널, 독서 연구 저널, 언어 학습, 학습 및 교육, 마음, 뇌 및 교육, 독서에 대한 과학적 연구는 출판 편향 및 p-hacking에 대한 우려에 대응하여 센터 포 오픈 사이언스가 조직한 이니셔티브의 일환으로 결과 블라인드 동료 검토 (즉, 연구가 완료된 후 결과에 따라 수용되는 것이 아니라, 연구가 수행되기 전에 실험 설계의 방법론적 엄격성과 데이터 수집 또는 분석 전에 통계 분석 기술에 대한 이론적 정당성에 따라 수용되는 방식)를 채택했다. 심리학 학술지에서 이러한 개혁에 대한 초기 분석은 결과 블라인드 연구의 61%가 무효 결과로 이어졌다고 추정하며, 이는 이전 심리학 연구의 5~20%와 대조된다.

## 같이 보기
- 학습능력적성검사 (SAT)
- 온라인 학습 자격 증명

관련 분야
- 교육 이론
- 교육심리학
  - 학교 심리학
- 교육공학
- 교수 및 학습에 대한 학문
- 과학 교육 연구

교육 연구 공동체 및 기관
- 미국 교육 연구 협회
- 미국 연구 기관
- 에듀케이션 리소스 인포메이션 센터
- 에듀케이셔널 테스팅 서비스
- 교육과학원
- 웨스트에드
- 국제교육성취도평가협회

## 더 읽어보기
- Barry, W.J. (2012). 《Challenging the Status Quo Meaning of Educational Quality: Introducing Transformational Quality (TQ) Theory©》. 《Educational Journal of Living Theories》 4. 1–29쪽. 2024년 12월 9일에 원본 문서에서 보존된 문서.
- Hsieh, P.-H.; Acee, T.; Chung, W.-H.; Hsieh, Ya-P.; Kim, H.; Thomas, G.D.; You, Ji-in; Levin, J.R.; Robinson, D.H. (November 2005). 《Is Educational Intervention Research on the Decline?》. 《Journal of Educational Psychology》 97. 523–9쪽. doi:10.1037/0022-0663.97.4.523 – ResearchGate 경유.
- Furlong, J. and Oancea, A. (2008) "Assessing Quality in Applied and Practice Based Research. Continuing the Debate". London, 라우틀리지.